# منلكارا ثنائية التسنن
منلكارا جونافية (الاسم العلمي: Manilkara bidentata) هي نوع من النباتات يتبع جنس المنلكارا من الفصيلة السبوتية. وهذا النوع من الأشجار ينتشر في مناطق واسعة في شمال أمريكا الجنوبية وأمريكا الوسطى ومنطقة البحر الكاريبي. وتشمل الأسماء الشائعة البالاطا والأوسوبو والمساراندوبا. وتسمى أحياناً «شجرة البقرة».
وشجرة البالاطا كبيرة إذ ترتفع إلى 30-45 مترا طولاً. الأوراق متناوبة وبيضاوية الشكل (إهليلجية) وكاملة وطولها 10-20 سم. الزهور بيضاء ويتم إنتاجها في بداية موسم الأمطار. والثمرة صفراء ذات قطر 3-5 سم وهي صالحة للأكل وتحتوي على بذر واحد (و أحياناً إثنين). واللثى المستخرج منها يستخدم صناعياً للمنتجات مثل صمغ التْشِكِل (بالإنجليزية: Chicle)‏.

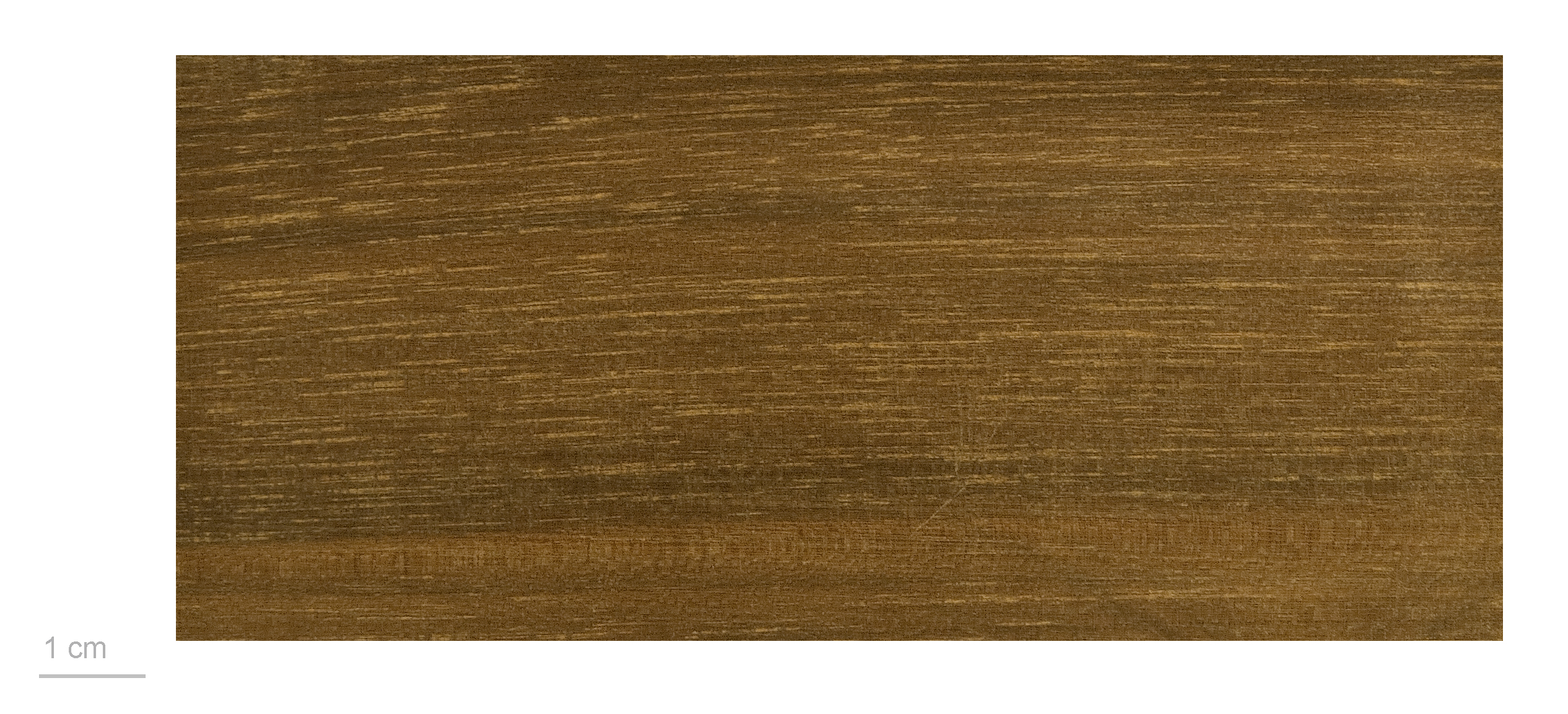
خشب المنلكارا جونافية - MHNT

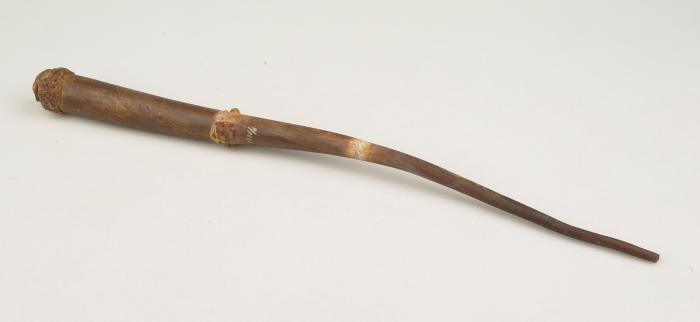
مهماز من البالاطا مصنوع قبل 1939

## الإستخدامات
يتم استخراج الثى في نفس الطريقة التي يتم استخراج النسغ من شجرة المطاط. ثم يتم تجفيفها لتشكل مادة غير مرنة تشبه مثل المطاط. وهي مطابقة تقريباً للطبرخي أو الجوتا بركا (ينتج من شجرة جنوب شرق آسياوية مرتبطة بهذا النوع ارتباطاً وثيقاً)، ولذلك فأنها تسمى أحيانا جوتا بالاطا.
وغالباً ما تستخدم المادة المستخرجة من البالاطا في إنتاج كرات الغولف عالية الجودة وتستخدم كطبقة خارجية للكرة. الكرات المغطاة بها لديها معدل دوران عالية ولكن لا تصل لمسافة بعيدة مثل الكرات المغطاة بالسورلين. نظرا لطبيعة الغير المعمرة للمادة البالاطة بسبب ضربات الغولف فإن الكرات المغطاة بها لا تبقى طويلاً قبل الحاجة إلى استبدالها. في السابق كانت هذه الكرات مفضلة من اللاعبين المحترفين لكنها الآن عفا عليها الزمن وحلت محلها تلك المغطاة بالسورلين واليوريثان.
اليوم، تعد البرازيل أكبر منتج للأخشاب من السبوتة الثنائية التسنن حيث يتم قطع الأشجار من غابات الأمازون المطيرة.
الشجرة هي من ذوات الخشب الصلب مع قلب أحمر وتستخدم للأثاث وكمادة بناء في الأماكن التي تنمو فيها. السكان المحليين غالبا ما يسمونها خشب الرصاص (بالإنجليزية: bulletwood)‏ نظراً لصلابة خشبها الذي هو من الكثافة بحيث لا يطفو على الماء. ومن الضروري الحفر في الخشب لدفع أي مسامير تركيب. في التجارة، فإنه في بعض الأحيان وبشكل خاظئ يسمى هذا الخشب «خشب البرازيل».
على الرغم من أن قلب الخشب لهذه الشجر يميل إلى تدرجات اللون الأرجواني، فإنه لا ينبغي الخلط بينها وبين شجرإستوائي أخر معروف على نطاق واسع باسم قلب الأرجوان (بالإنجليزية: purpleheart)‏ أو البلتوجين الأزغب (الاسم العلمي:Peltogyne pubescens).
يتم استخدام هذه الأخشاب لإنتاج الأثاث الخارجي ويجري تسويقها تحت اسم «باسيفك جراه» (بالإنجليزية: Pacific Jarrah)‏ في أستراليا.